# De Havilland DH.112 Venom
El De Havilland DH.112 Venom (‘veneno’ en inglés) fue un cazabombardero monoplaza de posguerra de la Real Fuerza Aérea. Se construyeron también versiones biplaza, de caza nocturna y para la Fleet Air Arm (FAA), de la Marina Real (RN).

## Diseño y desarrollo
Desarrollado  a partir del Vampire, el cazabombardero monoplaza De Havilland DH.112 Venom fue concebido para obtener altas prestaciones utilizando las versiones de mayor empuje del turborreactor De Havilland Ghost. Conocido inicialmente como Vampire FB Mk.8, fue posteriormente redesignado a causa de las grandes modificaciones que sufrió el diseño; la diferencia principal entre este modelo y su predecesor radicaba en la nueva ala, con borde de fuga recto (a diferencia de la planta alar trapezoidal del Vampire), sección delgada y depósitos lanzables de combustible situados en las puntas alares. La línea del Venom subyace de las líneas de su predecesor, que fue el segundo reactor que entró en servicio con la RAF, después del Meteor. En muchos aspectos, el Venom era similar al Vampire, compartiendo su distintiva cola doble y su estructura compuesta de metal y madera.
El primer prototipo del Venom realizó su vuelo inaugural en Hatfield el 2 de septiembre de 1949, y en agosto de 1952 entró en servicio con la RAF el primer Venom FB Mk.1. El avión operó en Alemania y en el Medio y Lejano Oriente, equipando a 18 escuadrones, inclusive el 14 Squadron de la Real Fuerza Aérea de Nueva Zelanda. Los cazas biplaza Venom NF Mk.2 y NF Mk.3 estuvieron en servicio entre 1953 y 1957; las Fuerzas Aéreas de Suecia (Flygvapen) utilizaron el modelo hasta 1960. Entre los usuarios extranjeros del Venom se hallan también Irak y Venezuela.
A raíz del éxito obtenido por el Venom, Suiza inició negociaciones para construirlo bajo licencia. El mismo consorcio que había producido el Vampire (que comprendía la Fábrica Federal de Aviones (EFW) de Emmen, la Pilatus de Stans y la Flug und Fahrzeugwerke de Altenrhein), comenzó a fabricar en 1953 un lote de 150 Venom Mk.50, que fueron completados según el estándar FB Mk.1. Otros 100 ejemplares, terminados según el estándar FB Mk.4, estuvieron listos en 1957. La facilidad de maniobra del Venom representaba una gran ventaja en los despegues realizados desde pistas situadas en los valles de montaña, a más de 1500 m sobre el nivel del mar. Los suizos introdujeron varias modificaciones, entre ellas un morro rediseñado que albergaba sistemas de comunicación UHF, secciones alares interiores reforzadas que permitían utilizar lanzadores de cohetes y colectores de abrazaderas de munición situados bajo los cañones.
La evaluación del Venom por parte de la Armada Real tuvo como resultado el desarrollo de un caza biplaza todo tiempo embarcado; la versión inicial de serie fue denominada Sea Venom FAW Mk.20. Este modelo había sido reforzado para realizar despegues lanzado por catapulta y equipado con ala plegable, gancho de apontaje y equipo naval. En 1954 pasó a formar parte del Arma Aérea de la Flota, y también estuvo en servicio con la Armada australiana y la Aéronavale francesa.

## Variantes

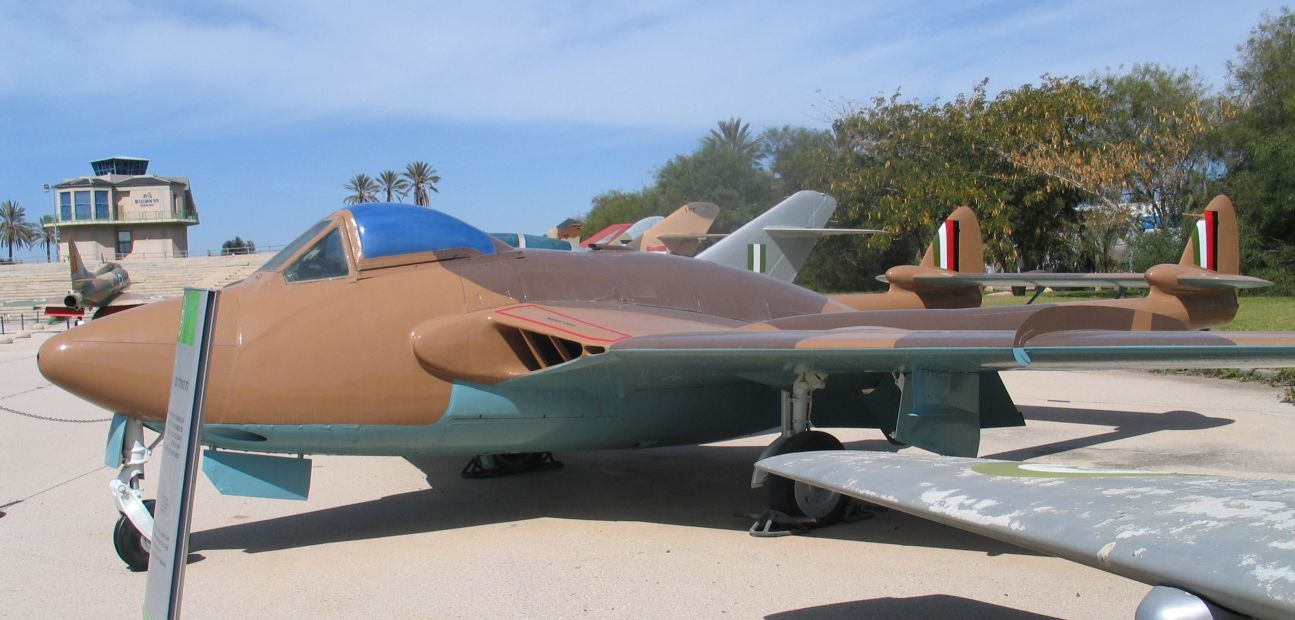
De Havilland Venom expuesto en un museo israelí.

Dibujo 2 vistas del De Havilland Venom NF.3.

Venom FB Mk.1
Versión inicial de serie destinada a la RAF, con un motor De Havilland Ghost 103 de 2200 kg de empuje.
Venom NF Mk.2
Versión de caza nocturna del Venom FB Mk.1, cuyo fuselaje había sido ampliado a fin de dar acomodo a un piloto y a un operador de radar sentados lado a lado; el morro fue extendido para poder instalar un radar AI.
Venom NF Mk.2A
Nueva denominación del Venom NF Mk.2, después de la incorporación de una cubierta de gran visibilidad y la modificación de la cola.
Venom NF Mk.3
Versión mejorada del Venom NF Mk.2 con alerones asistidos, cola modificada, sistema eléctrico de lanzamiento para la cubierta y motor Ghost 104 de 2245 kg de empuje.
Venom FB Mk.4
Versión mejorada del Venom FB Mk.1, con alerones asistidos, cola rediseñada y asiento eyectable.
Venom FB Mk.50
Versión del Venom FB Mk.1 destinada a la exportación, adquirida por Irak e Italia; 150 fueron construidos bajo licencia para las Fuerzas Aéreas helvéticas.
Venom NF Mk.51
Versión del Venom NF Mk.2 construida para las Fuerzas Aéreas de Suecia (que la denominaron J 33); propulsada por motores Ghost fabricados por Svenska Flygmotor.
Sea Venom FAW Mk.20
Versión inicial del Sea Venom.
Sea Venom FAW Mk.21
Versión mejorada del Sea Venom FAW Mk.20 con alerones asistidos, cubierta lanzable de gran visibilidad, motor Ghost 104 mejorado, asientos eyectables y tren de aterrizaje de carrera larga de amortiguación.
Sea Venom FAW Mk.22
Versión mejorada del Sea Venom FAW Mk.21 con un motor Ghost 105, misiles aire-aire y asientos eyectables.
Sea Venom Mk.52
Denominación británica de una versión construida en Francia para la Aéronavale (ver Aquilon).
Sea Venom FAW Mk.53
Denominación dada al Sea Venom en servicio con la Armada australiana, similar en general al Sea Venom FAW Mk.21, pero con radar y equipo requeridos por aquella.
Aquilon 20
Denominación dada a cuatro Sea Venom FAW Mk.20 montados en Francia y propulsados por motores Ghoast 48 de 2195 kg de empuje fabricados por Fiat.
Aquilon 201
Un único prototipo construido en Francia bajo licencia dotado de un tren de aterrizaje de carrera corta de amortiguación y asientos eyectables.
Aquilon 202
Versión de serie construida bajo licencia en Francia, con tren de aterrizaje de carrera larga.
Aquilon 203
Versión monoplaza de serie construida en Francia bajo licencia, con tren de aterrizaje de carrera corta; iba dotada de radar de control de tiro.
Aquilon 204
Versión biplaza de entrenamiento construida en Francia con licencia.

## Operadores
Irak
Fuerza Aérea Iraquí
 Italia
Aeronautica Militare: recibió dos Venom FB.50, abandonándose un plan para que Fiat construyese bajo licencia el avión como G.81.
 Nueva Zelanda
Real Fuerza Aérea de Nueva Zelanda
 Reino Unido
Real Fuerza Aérea
 Suecia
Fuerza Aérea Sueca
 Suiza
Fuerza Aérea Suiza
 Venezuela
Fuerza Aérea Venezolana

## Especificaciones (Venom FB.1)
Referencia datos: Fighters of the Fifties, International Warplanes

### Características generales
- Tripulación: Uno (piloto)
- Longitud: 9,7 m (31,8 ft)
- Envergadura: 12,7 m (41,7 ft)
- Altura: 1,9 m (6,2 ft)
- Superficie alar: 25,9 m² (278,8 ft²)
- Peso vacío: 4174 kg (9199,5 lb)
- Peso cargado: 6985 kg (15 394,9 lb)
- Planta motriz: 1× turborreactor de flujo centrífugo De Havilland Ghost 103.
  - Empuje normal: 21,6 kN (2203 kgf; 4856 lbf) de empuje.

### Rendimiento
- Velocidad máxima operativa (Vno): 1030 km/h (640 MPH; 556 kt)
- Alcance: 1740 km (940 nmi; 1081 mi)
- Techo de vuelo: 12 000 m (39 370 ft)
- Régimen de ascenso: 46 m/s (9055 ft/min)
- Carga alar: 274,2 kg/m² (56,2 lb/ft²)
- Empuje/peso: 0,41

### Armamento
- Cañones: 

  - 4x Hispano-Suiza Mk V de 20 mm con 150 dpa
- Bombas: 2x MC de 450 kg o
- Cohetes: 8x RP-3 de 76 mm

## Aeronaves relacionadas

### Desarrollos relacionados
- De Havilland Sea Venom/Aquilon
- De Havilland Vampire
- De Havilland Sea Vixen

### Aeronaves similares
- Republic F-84 Thunderjet
- Saab 21R
- Mikoyan-Gurevich MiG-9
- Yakovlev Yak-25 (1947)

### Secuencias de designación
- Secuencia DH._ (interna de De Havilland): ← DH.109 - DH.110 - DH.111 - DH.112 - DH.113 - DH.114 - DH.115 →
- Secuencia J _ (Cazas de la Fuerza Aérea sueca, 1926-actualidad): ← J 30 - J 31 - J 32 - J 33 - J 34 - J 35 - JA 37 →
- Secuencia Numérica (Secuencia unificada sueca, posterior a 1940): ← 30 - 31 - 32 - 33 - 34 - 35 - 36 →